# Normal 8

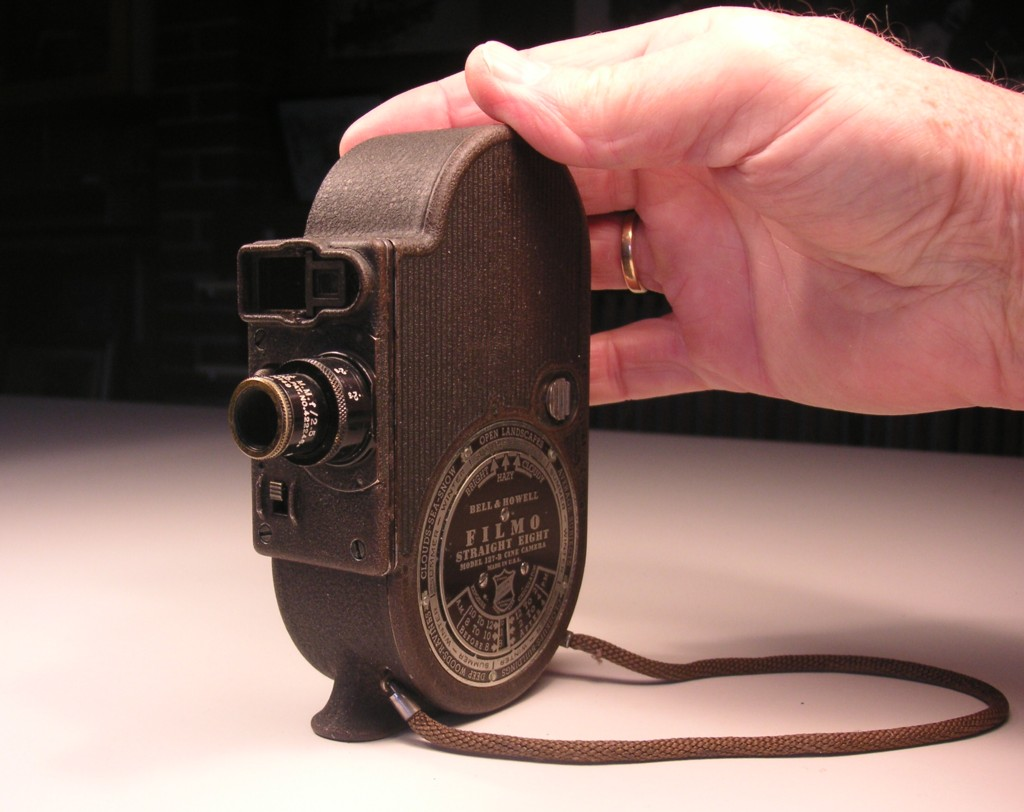
Einfach-8-Kamera Bell & Howell Filmo Straight Eight

Normal-8 ist ein Schmalfilm-Format, welches im März 1932 von Eastman-Kodak auf den Markt gebracht und mit der Einführung von Super-8 im Mai 1965 von diesem schnell abgelöst wurde. Entsprechend der gängigsten Konfektionierung spricht man auch von Doppel-8.

## Verbreitung

### Entstehung

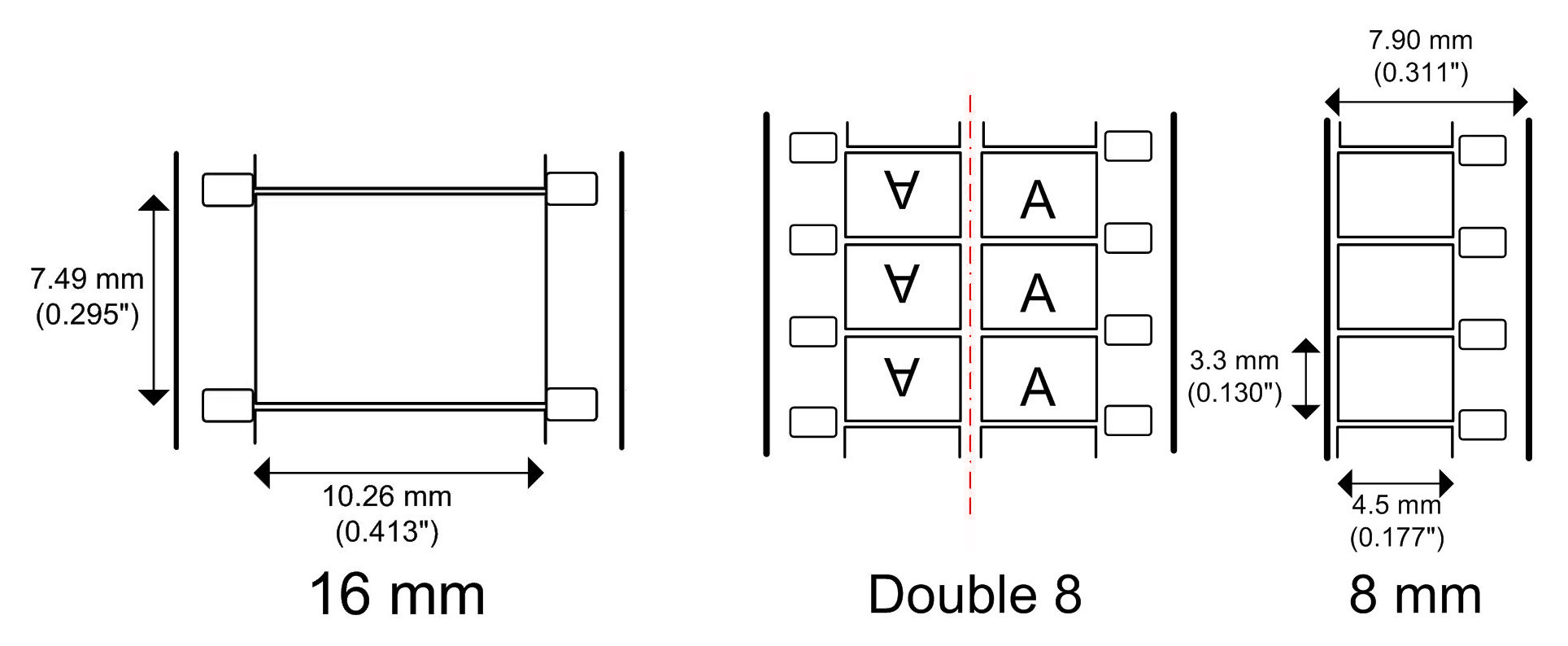
16-mm-Film, Doppel-8-Film und 8-mm-Film

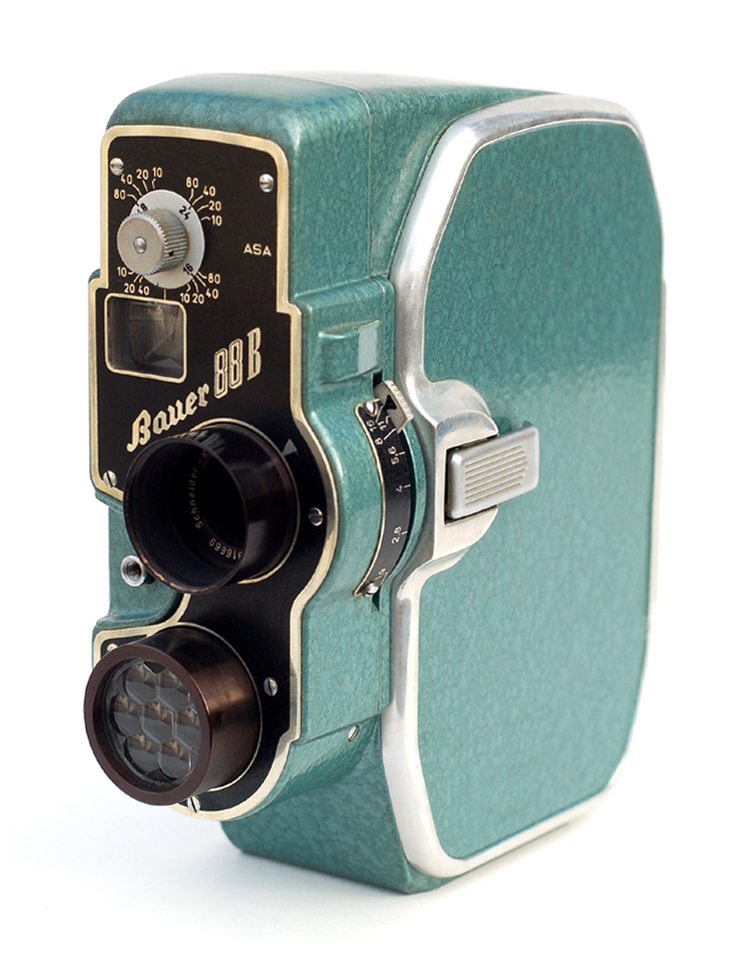
8-mm-Kamera Bauer 88 B, ca. 1954

Um Filmkosten zu sparen, entstand aus dem bekannten 16-mm-Film dadurch ein Amateurfilm, dass man ihn zwei Mal je zur Hälfte belichtete und nach der Entwicklung der Länge nach halbierte. Dadurch verringerte sich die Bildnutzfläche von 7,2 mm × 9,6 mm beim 16-mm-Film auf 3,6 mm × 4,8 mm, also um den Faktor 4. Die modernen hochauflösenden Filmemulsionen sorgten dennoch für eine ausreichende Bildqualität, so dass schon in den späten 1930er Jahren 8-mm-Kameras doppelt so häufig waren wie 16-mm-Kameras.
Die Vorteile des 8-mm-Films lagen in kleineren Kameras, vor allem aber in erheblich geringeren Kosten für Apparate und Filmmaterial, die private Filme überhaupt erst im größeren Umfang ermöglichten.
Agfa hatte mit der Movex-Filmkassette und ihrem einfachen Filmwechsel einen weiteren Vorteil eingeführt, das System konnte sich aber nicht durchsetzen.

### Rückgang
Nachteilig an diesem Vorgehen waren die für den schmalen Film unverhältnismäßig breiten Perforationslöcher, was schließlich zum Super-8-Film führte, bei dem eine schmalere Perforation bei verlängertem Filmschritt ein größeres Bildformat und somit eine hinsichtlich der Auflösung überlegene Bildqualität bot. Dies führte zum einen zur Bezeichnung Normal-8 (englisch Regular-8) für den bisherigen Film, zuvor sprach man nur vom 8-mm-Film; zum anderen zum Untergang des Formats insoweit, dass bald keine Neugeräte mehr angeboten wurden. Hinsichtlich des Bildstandes blieb Super-8 seinem Vorgängerformat allerdings unterlegen. Die Ursache dafür liegt vor allem in der fehlenden Andruckplatte, fehlenden Vor- und Nachwickelrollen und der Hochkantanordnung der Perforationslöcher. Super-8 und Single-8 weisen im Gegensatz zu allen anderen Filmformaten nicht quer liegende Löcher auf.
Der Übergang von Normal-8 zu Super-8 ging sehr schnell vonstatten, wobei gebrauchte Geräte etwa um die Hälfte an Wert verloren. Ungeachtet dessen ist Doppel-8-Rohfilm bis heute auf dem Markt geblieben, schwarzweiß und für Farben.

## Filme

### Doppel-8

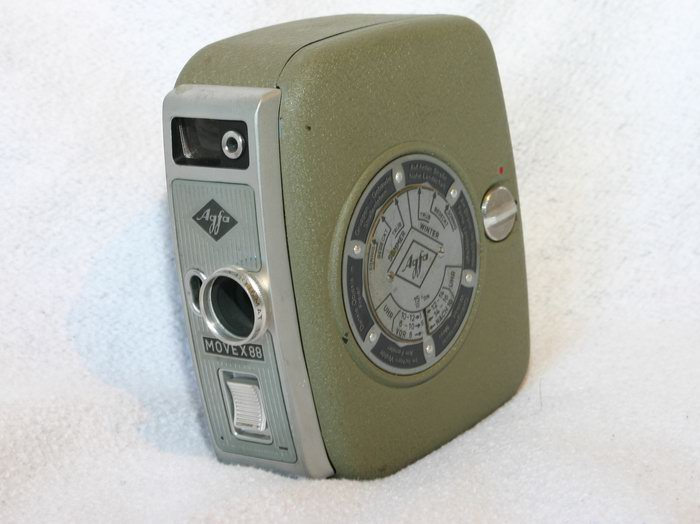
Doppel-8-Kamera Agfa Movex 88, 1956

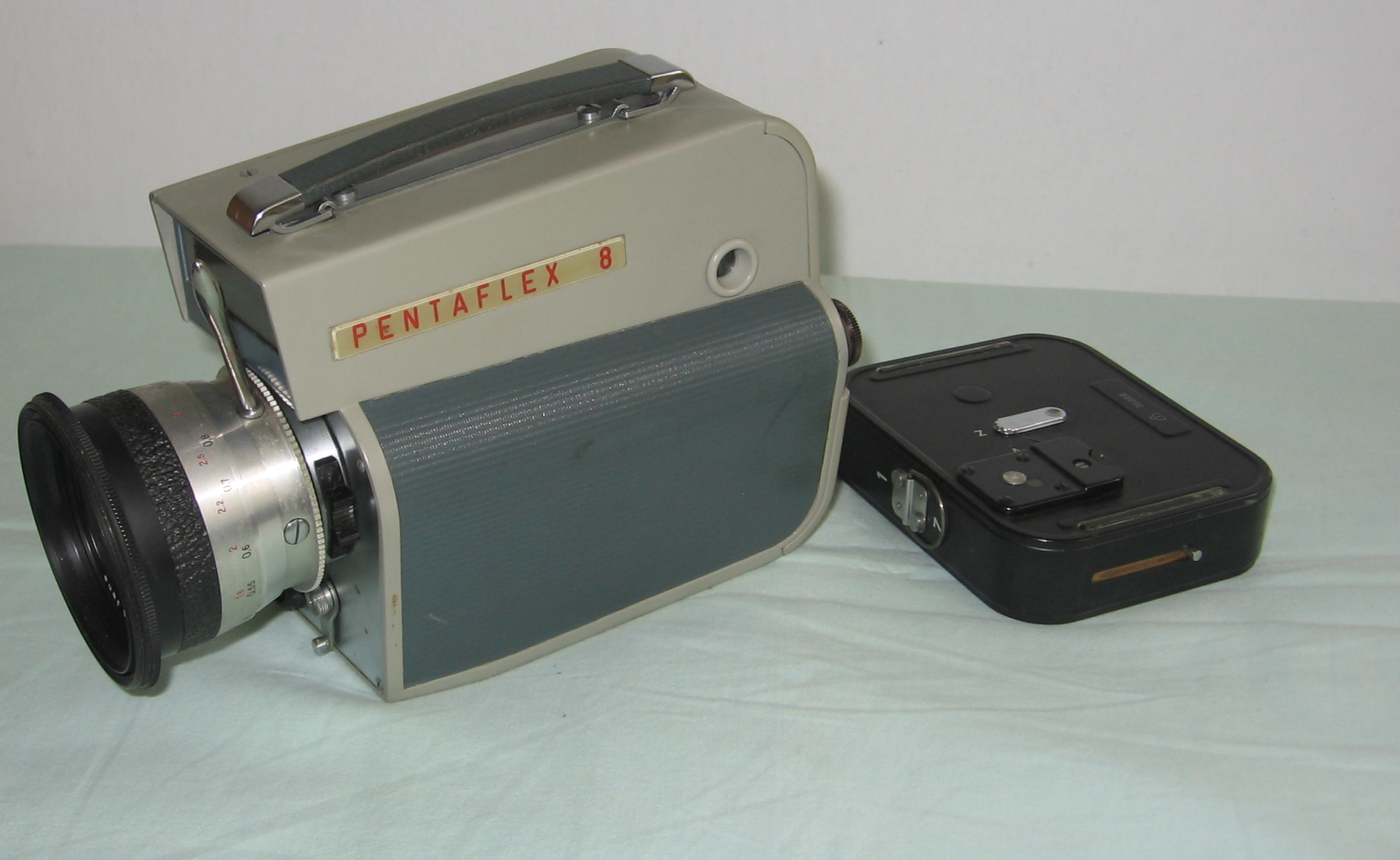
8-mm-Kamera Pentacon Pentaflex 8 mit Kassette, 1966

Am verbreitetsten waren offene Tageslichtspulen mit 7,5 m (Nutzlänge 7,62 m oder exakt 2000 Bilder) Filmmaterial, das nach der Entwicklung im Labor längs gespalten und anschließend zur doppelten Länge zusammengeklebt wird. In einem Kameradurchlauf konnte bei 16 Bilder/s zwei Minuten lang aufgenommen werden, dann vertauschte man die beiden Spulen für den zweiten Durchlauf. Einzelne Kameras konnten auch 15-m- und einige Fabrikate 30-m-Spulen aufnehmen, was insgesamt 16 min Aufnahmezeit ermöglichte. Hiezu gehören die Fairchild Cinephonic 8 (COMMAG), die G. I. C. 8, die Pathé Lido 8, die Honeywell-Elmo-Ilford C 300 und die Paillard-Bolex H-8. Eine raffinierte Lösung für die Aufgabe des Filmumlegens boten die japanischen Sekonic Dualmatic und Dual Run, bei denen die Filmkammer samt eingespanntem Film um 180 Grad verdreht wird.

### Movex
Die 1937 eingeführte Movex-Kassette besaß zwei in einer Ebene liegende Spulen, womit sie der Single-8-Kassette ähnlich sah. Sie nahm 10 m Film auf, wobei es keinen zweiten Durchlauf gab, und konnte fertig konfektioniert gekauft werden. Agfa bot bis 1956 Kameras für dieses System an und ging dann mangels Erfolgs auf Doppel-8-Kameras über.

### Andere Kassetten und Spulen
Auch andere Firmen boten Doppel-8- oder Normal-8-Film in Kassetten an, wie z. B. Kodak. Da sich aber kein einheitlicher Standard durchsetzen konnte, ereilte diese Systeme schnell dasselbe Schicksal wie das Movex-System. In den USA waren zudem 8 mm breite Filme auf Tageslichtspulen auf dem Markt.
Weitere Kassettensysteme von verschiedenen Herstellern mussten von Nutzer vorher selbst mit Doppel-8-Film auf Tageslichtspulen geladen werden. Z. T. wurde dieser Service auch von Fotohändlern angeboten.

### Emulsion
Es gab bei Normal-8-Farbfilmen Kunst- und Tageslicht-Farbfilm.

## Kameras

### Antrieb

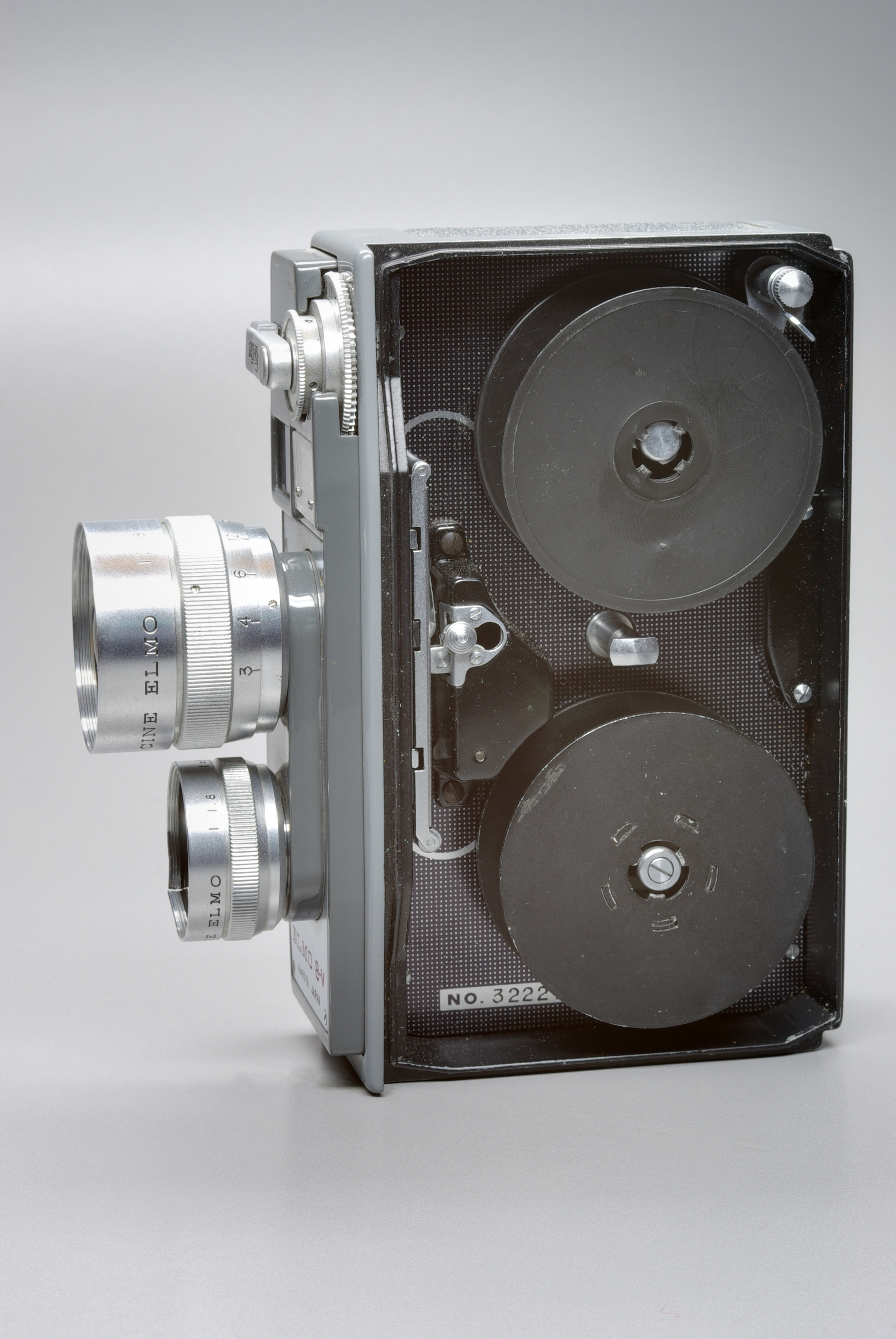
Geöffnete 8-mm-Amateurkamera Elmo 8-V

Im Gegensatz zu Super-8 war der Elektroantrieb in der Normal-8-Zeit noch nicht selbstverständlich, er kam erst in der Endphase auf. Zuvor ging der Filmtransport mit einem Federwerk vonstatten, man musste die Kamerafeder aufziehen und konnte dann zumeist etwa 30 Sekunden lang ununterbrochen aufnehmen. Einzelne Modelle mit Doppel- oder Umlagerungsfedern laufen 67 Sekunden lang oder gar mehr als zwei Minuten. Das sind die englische Specto 88 respektive die Agfa-Movex Reflex.

### Objektive
Ähnlich verhielt es sich mit Zoom-Objektiven. Einfache Kameras besaßen nur eine Festbrennweite, teurere Modelle einen Revolver mit mehreren Objektiven.
Ab 1959 kamen Modelle mit Zoom-Objektiven auf den Markt.

### Geschwindigkeit
Es kommt beim Stummfilm nicht so sehr auf die exakte Vorführgeschwindigkeit an, ohnehin hielten die Federwerk-Antriebe der Kameras die Geschwindigkeit nicht exakt ein, zumindest war die Genauigkeit der Fliehkraftregler für Synchronton über längere Passagen nicht ausreichend.

## Wiedergabegeräte
Normal-8-Projektoren hat es in großer Vielfalt gegeben, von Spielzeuggeräten für Kinder über einfache Modelle mit bloßer Ein- und Ausschaltung bis zu fernsteuerbaren Apparaten. Mit guten Projektoren lässt sich ein Laufbild bis zwei Meter Breite in überzeugender Qualität spielen. Dabei werden vor allem teurere Objektive eingesetzt.
So genannte Filmbetrachter sind nützlich, wenn man an den Filmschnitt geht. Nach dem Prinzip der optischen Bildnachführung durch ein Polygon-Prisma kann der Film bei beliebiger Geschwindigkeit bis zum Stillstand durchgesehen werden. Auch Taschenfilmbetrachter waren bekannt.
In den 1930er Jahren wurden Projektoren verkauft, die 300-Fuß-Spulen aufnehmen (ein Fuß 8-mm-Film läuft bei Tempo 16 fünf Sekunden). Weit verbreitet ist die Spulengröße 400 Fuß (122 Meter), womit die Spieldauer bei Tempo 16 dreiunddreißig Minuten betragen kann.

### Tonfilm
Mit Normal-8 wurden zumeist Stummfilme gedreht, lediglich engagierte Amateure produzierten seit Anfang der 1950er Jahre auch Tonfilme, was aufnahmeseitig stets mit dem Zweibandverfahren (siehe Super 8) vonstattenging. Es hat einen SEPMAG-Projektor gegeben, den Siemens & Halske 800, welcher Bild- und Magnetfilm parallel zueinander spielt. Das Gerät nimmt 2000-Fuß-Spulen auf (610 Meter), womit bei 24 B./s Spielzeiten bis 111 Minuten möglich sind.
Die Vorführung lief zumeist auch nach verschiedenen Zweibandverfahren ab, in den 1960er Jahren kamen aber bereits Tonfilmprojektoren auf, die allerdings teuer und infolgedessen wenig verbreitet waren. Diese Projektoren arbeiteten mit einer nachträglich auf dem Film anzubringenden Magnetspur, die im Gegensatz zu Super-8 neben der Perforation lag. Aus verschiedenen Gründen war die Tonqualität des Magnet-Randspurtons bei Normal-8 eher bescheiden, so dass die meisten Amateur-Tonfilme mit unterschiedlichen Zweibandverfahren vertont und vorgeführt wurden. Der Bund Deutscher Filmamateure versuchte zwar, das ETS-Verfahren (Einheits-Tonsystem) mit Synchronimpulsen alle 4 Bilder als Norm zu etablieren, dieses konnte sich aber nicht so recht durchsetzen.